# Ополе
Ополе (пољ. Opole) град је на југу Пољске и историјска престоница доње Шлеске. Године 2008. имао је 126.382 становника. Налази се на реци Одри између Вроцлава и Катовица. Административни је центар истоименог војводства. 

## Демографија
| 1946.  | 1960.  | 2010.   | 2012.   |
| ------ | ------ | ------- | ------- |
| 27.666 | 63.500 | 126.203 | 121.576 |

## Клима
Ополе се налази у прелазном умереном климатском појасу. Према ажурираној Кепен-Гајгеровој класификацији, град лежи у зони Цфб - океанска клима.
На климатске услове Ополеа утичу природно-географски фактори, као што су топографија и надморска висина, удаљеност од великих водених површина (у овом случају Атлантског океана) и близина азијског континента.
Просечна годишња температура је +8,4 °Ц. Постоје велике варијације у термалним сезонама. Просечна годишња количина падавина у региону Ополе износи 611 мм. Доминирају западни ветрови.

## Партнерски градови
- Дижон
- Роанок
- Потсдам
- Стони Београд
- Куопио
- Милхајм на Руру
- Алитус
- Бон
- Брунтал
- Карара
- Грас
- Инголштат
- Вијаређо
- Белгород
- Ивано-Франкивск

## Тржиште рада
Ополе карактерише динамичан развој пољопривредног сектора. Град нуди бројне могућности за запошљавање, посебно у индустријама као што су ИТ, аутомобилска индустрија, прерада хране, грађевинарство и спољни сервис. Активно напредан комерцијални сектор у Ополеу пружа бројне понуде за посао, укључујући позиције продаје и корисничке службе. Могућности запошљавања у трговини и сектору услуга су доступне у различитим тржним центрима, укључујући Тржни центар Каролинка и Галерију Ополанин. Градске образовне институције, као што су Технолошки универзитет у Опољу и Универзитет у Ополеу, не само да запошљавају наставно и административно особље, већ имају и кључну улогу у образовању будућих стручњака у многим областима. Ополе је такође место за људе који траже посао у сектору културе и организације догађаја, нудећи посао у местима као што су позоришта, филхармоније, музеји и биоскопи. Међутим, треба напоменути да је ниво плата у Ополеу можда нижи у поређењу са другим градовима у Пољској.

### Највећи послодавци у Ополеу
- LG Electronics[3]
- Volvo Trucks[4]
- Група Нутрициа Даноне
- Зотт Пољска
- Компанија за храну за тестенине
- Поларис
- Селт
- ИФМ Ецолинк
- Синбад
- Алупроф
- СББ Енерги[5]

### Незапосленост у региону
На крају 2023. године, ниво незапослености у Опољском војводству смањен је за 1% у односу на претходну годину. Процењена стопа незапослености у војводству износила је 5,9%. У поређењу са другим војводствима по степену незапослености, Опољско војводство заузима 9. место (иза следећих војводстава: Великопољска, Шлеска, Мазовија, Малопољска, Лубушка, Доња Шлезија, Померанија и Лођ). Ополе, као главни град војводства, има најнижу стопу незапослености у региону – која је у децембру 2023. износила 2,9 одсто.